# Melittia leucogaster
Melittia leucogaster is een vlinder uit de familie wespvlinders (Sesiidae), onderfamilie Sesiinae.
Melittia leucogaster is voor het eerst wetenschappelijk beschreven door Hampson in 1919. De soort komt voor in het Oriëntaals gebied.